# Планк, Макс
Макс Карл Эрнст Людвиг Планк (нем. Max Karl Ernst Ludwig Planck; 23 апреля 1858, Киль, королевство Пруссия — 4 октября 1947, Гёттинген, американская зона оккупации Германии) — немецкий физик-теоретик, основоположник квантовой физики. Лауреат Нобелевской премии по физике (1918) и других наград, член Прусской академии наук (1894), ряда иностранных научных обществ и академий наук. На протяжении многих лет один из руководителей немецкой науки.
Научные труды Планка посвящены термодинамике, теории теплового излучения, квантовой теории, специальной теории относительности, оптике. Он сформулировал второе начало термодинамики в виде принципа возрастания энтропии и использовал его для решения различных задач физической химии. Применив к проблеме равновесного теплового излучения методы электродинамики и термодинамики, Планк получил закон распределения энергии в спектре абсолютно чёрного тела (формула Планка) и обосновал этот закон, введя представление о квантах энергии и кванте действия. Это достижение положило начало развитию квантовой физики, разработкой различных аспектов которой он занимался в последующие годы («вторая теория» Планка, проблема структуры фазового пространства, статистическая механика квантовых систем и так далее). Планк впервые вывел уравнения динамики релятивистской частицы и заложил основы релятивистской термодинамики. Ряд работ Планка посвящён историческим, методологическим и философским аспектам науки.

## Биография

### Происхождение и образование (1858—1878)
Макс Планк, родившийся 23 апреля 1858 года в Киле, принадлежал к старому дворянскому роду; среди его предков — видные юристы, учёные, военные и церковные деятели. Его дед (Heinrich Ludwig Planck, 1785—1831) и прадед (Gottlieb Jakob Planck, 1751—1833) были профессорами теологии в Гёттингенском университете, а дядя (Gottlieb Karl Georg Planck, 1824—1910) — известным юристом, одним из создателей Германского гражданского уложения. Отец будущего физика, Вильгельм Планк (1817—1900), был также юристом, профессором права Кильского университета. Он был женат дважды и имел двоих детей от первого брака (Хуго и Эмма) и пятерых от второго (Герман, Хильдегард, Адальберт, Макс и Отто). Мать Макса, Эмма Патциг (Emma Patzig, 1821—1914), происходила из пасторской семьи из померанского городка Грайфсвальд. Как писал известный физик Макс Борн, «о происхождении Планка, о всех этих людях — прекрасных, достойных, неподкупных, благородных и великодушных, отдавших себя служению церкви и государству, — необходимо помнить каждому, кто захочет понять характер Макса Планка и истоки его успеха».
Первые девять лет жизни Макса прошли в Киле, столице Голштинии, которая в то время была в центре противоречий между Данией и Пруссией. В 1864 году юный Планк даже стал свидетелем вступления в город прусско-австрийских войск. В 1867 году Вильгельм Планк принял приглашение занять должность профессора юриспруденции Мюнхенского университета и вместе с семьёй переехал в баварскую столицу. Здесь Макс был отдан в Maximiliansgymnasium München; он занимался охотно и вскоре стал одним из лучших учеников в классе. Хотя много внимания уделялось традиционным для гимназий предметам (в частности, изучению древних языков), преподавание естественнонаучных дисциплин в этой школе также находилось на высоком уровне. Глубокое влияние на юного Планка оказал учитель математики Герман Мюллер (Hermann Müller), от которого будущий учёный впервые услышал о законе сохранения энергии; у Макса рано проявился математический талант. И хотя учителя не видели у него каких-то особых способностей, они специально отмечали его личные качества — сильный характер, прилежность и исполнительность. Обучение в гимназии способствовало укреплению в нём интереса к науке, к выяснению законов природы, о чём он так писал на исходе жизни:

С юности меня вдохновило на занятие наукой осознание того отнюдь не самоочевидного факта, что законы нашего мышления совпадают с закономерностями, имеющими место в процессе получения впечатлений от внешнего мира, и что, следовательно, человек может судить об этих закономерностях при помощи чистого мышления. Существенно важным при этом является то, что внешний мир представляет собой нечто не зависимое от нас, абсолютное, чему противостоим мы, а поиски законов, относящихся к этому абсолютному, представляются мне самой прекрасной задачей в жизни учёного.
— Планк М. Научная автобиография // УФН. — 1958. — Т. 64. — С. 625.
Другим увлечением Планка с детских лет была музыка: он пел в хоре мальчиков, играл на нескольких инструментах (особенно много времени он проводил за роялем), изучал теорию музыки и пробовал сочинять, однако скоро пришёл к выводу, что у него нет таланта композитора. К моменту окончания школы он оказался перед выбором: стать пианистом, филологом или заняться изучением физики и математики. Планк выбрал последнее и в сентябре 1874 года стал студентом Мюнхенского университета. Впрочем, в студенческие годы он по-прежнему много времени уделял музыке: играл на орга́не в студенческой церкви, служил хормейстером в студенческом певческом союзе, дирижировал любительским оркестром.
Вскоре после поступления в университет Планк по совету отца обратился к профессору Филиппу фон Жолли и рассказал, что хотел бы заниматься теоретической физикой. Тот принялся отговаривать студента от этого намерения, утверждая, что эта наука близка к завершению и что в ней осталось исследовать лишь некоторые незначительные проблемы. Впрочем, этот разговор не повлиял на желание Планка стать теоретиком. Объясняя это решение, он говорил, что у него не было желания совершать открытия, а только понять и по возможности углубить уже установленные основы науки. На протяжении шести семестров Планк слушал лекции по экспериментальной физике, которые читали Вильгельм фон Бец (нем. Wilhelm von Beetz) и тот же Жолли. Под руководством последнего Планк провёл своё единственное экспериментальное исследование, посвящённое проницаемости нагретой платины для газов, в частности водорода. Поскольку в Мюнхене не было кафедры теоретической физики, он начал посещать занятия математиков Людвига Зейделя и Густава Бауэра (Gustav Bauer), у которых, как он признавал позже, многому научился.
В лаборатории Жолли Планк познакомился с Германом Гельмгольцем, знаменитым физиком, профессором Берлинского университета. Юноша решил продолжить образование в Берлине, где провёл два семестра 1877/78 учебного года. Здесь его наставниками стали Гельмгольц и Густав Кирхгоф; он также посещал лекции математика Карла Вейерштрасса. Впрочем, Планк был разочарован лекциями по физике, поэтому принялся за тщательное изучение оригинальных работ Гельмгольца и Кирхгофа, которые считал образцом для подражания в плане мастерства и ясности изложения. Вскоре будущий учёный познакомился с трудами Рудольфа Клаузиуса по теории теплоты и был так впечатлён, что решил заняться термодинамикой.

### Начало научной карьеры (1878—1888)
Летом 1878 года Планк возвратился в Мюнхен и вскоре сдал экзамен на право работать учителем физики и математики. Одновременно он начал самостоятельные научные исследования, руководствуясь только книгами и научными статьями. Это позволило его ученику Максу фон Лауэ позже назвать Планка «самоучкой». Отталкиваясь от работ Клаузиуса, Планк рассмотрел вопрос о необратимости процессов теплопроводности и дал первую формулировку второго начала термодинамики в терминах возрастания энтропии. Результаты были изложены в докторской диссертации «О втором законе механической теории теплоты» (Über den zweiten Hauptsatz der mechanischen Wärmetheorie), защита которой состоялась 12 февраля 1879 года в Мюнхенском университете. Наконец, 28 июня, после сдачи устного экзамена, Планку была присуждена степень доктора философии с высшим отличием (summa cum laude). Впрочем, в то время его диссертация не привлекла к себе никакого внимания, несмотря на то, что он послал её нескольким известным физикам.
В 1880 году Планк представил работу «Состояния равновесия изотропных тел при различных температурах» (Gleichgewichtszustände isotroper Körper in verschiedenen Temperaturen) на соискание права работать преподавателем в университете (хабилитация) и получил место приват-доцента, которое занимал на протяжении пяти следующих лет. Поскольку преподавательские обязанности не отнимали у него много времени, он мог полностью сконцентрироваться на научной работе. В свободное время он занимался музыкой, изучал её теорию и получил известность как блестящий пианист. Другим увлечением Планка в эти годы стал альпинизм, которым он начал заниматься в расположенных неподалёку Баварских Альпах; учёный оставался приверженцем этого вида спорта на протяжении всей последующей жизни.
Всё это время Планк надеялся получить место профессора в каком-нибудь университете. Однако первое приглашение поступило из Высшей лесотехнической школы в Ашаффенбурге, где освободилась должность преподавателя физики. Посоветовавшись с Гельмгольцем, Планк решил отказаться и ждать варианта, который бы более соответствовал его научным устремлениям. Такой случай представился весной 1885 года, когда молодой учёный получил предложение занять место экстраординарного профессора теоретической физики в Кильском университете. Он с радостью согласился, хотя, как признавался впоследствии, этим назначением он был обязан не столько признанию своих научных трудов, сколько протекции отца, чей близкий друг Густав Карстен работал профессором физики и минералогии в Киле. Здесь, в городе своего детства, Планк быстро освоился и вскоре завершил книгу «Принцип сохранения энергии» (Das Princip der Erhaltung der Energie), над которой работал с 1884 года. Эту монографию он отправил на конкурс работ, объявленный философским факультетом Гёттингенского университета. Книга была встречена с интересом, однако была удостоена лишь второй премии, в то время как первая вообще не была вручена никому из участников конкурса. Причиной этого стало то, что в научном споре между гёттингенцем Вильгельмом Вебером и берлинцем Гельмгольцем Планк оказался на стороне последнего.
Начиная с осени 1886 года, Планк написал серию статей под общим названием «О принципе возрастания энтропии» (Über das Princip der Vermehrung der Entropie), в которых применил термодинамические соображения к решению конкретных задач физики и химии. Эти работы принесли ему определённую известность в научных кругах, особенно среди специалистов по физической химии. В частности, он познакомился с Вильгельмом Оствальдом и Сванте Аррениусом; последний приезжал к Планку в Киль, чтобы обсудить научные проблемы. 31 марта 1887 года Макс Планк, который теперь был вполне обеспечен финансово, женился на своей подруге детства Марии Мерк (Marie Merck), дочери мюнхенского банкира. У них было четверо детей: сыновья Карл (Karl, 1888—1916) и Эрвин, 1893—1945) и дочери-близнецы Эмма (Emma, 1889—1919) и Грета (Grete, 1889—1917).

### Профессор в Берлине (1889—1944)

#### Первые годы в Берлине
В октябре 1887 года, после смерти Кирхгофа, освободилась кафедра теоретической физики Берлинского университета. Первые два претендента на право занять этот пост — Людвиг Больцман и Генрих Герц — ответили отказом, предпочтя Мюнхен и Бонн соответственно. Тогда Гельмгольц предложил кандидатуру Планка, который получил от коллег высокие оценки как учёный, педагог и человек. К выполнению своих обязанностей в Берлине молодой физик приступил в январе 1889 года; первые три года он оставался экстраординарным профессором, пока в 1892 году в университете не была учреждена ординарная профессура по теоретической физике. Одновременно он возглавил вновь открытый при университете Институт теоретической физики. Работа в Берлине позволяла тесно общаться с Гельмгольцем, Августом Кундтом и другими известными физиками, однако как теоретик Планк находился по существу в изолированном положении, и на первых порах ему стоило большого труда наладить контакт с коллегами-экспериментаторами. В 1894 году по представлению Гельмгольца и Кундта его избрали действительным членом Прусской академии наук.
Планк принимал активное участие в университетской жизни, в работе различных комиссий и использовал свой всё возраставший авторитет для защиты своих коллег и науки в целом. Так, он настоял на назначении Эмиля Варбурга преемником Августа Кундта, скончавшегося в 1894 году, хотя прусское министерство образования пыталось проигнорировать рекомендацию факультета в пользу этой кандидатуры (возможно, по причине еврейского происхождения Варбурга). В 1895 году Планк был членом комиссии, расследовавшей по требованию министерства деятельность физика Лео Аронса (нем. Leo Arons), стоявшего на социалистических позициях и финансово поддерживавшего Социал-демократическую партию Германии. Комиссия не обнаружила влияния политических взглядов Аронса на его педагогическую и научную деятельность и отказалась наказывать его. В 1897 году, отвечая на специальный запрос, Планк высказался против принципиального запрета на университетское образование для женщин; сам он разрешил нескольким женщинам посещать свои лекции. Позже он пригласил из Вены Лизу Мейтнер, бывшую студентку Больцмана, и в 1912 году даже назначил её своим ассистентом; Мейтнер стала одним из ближайших друзей Планка. В первые берлинские годы Планк по-прежнему уделял много внимания музыке и одно время даже читал курс по теории музыки. Когда Институту была передана большая фисгармония, он получил возможность изучить на этом инструменте восприятие натурального строя музыки и пришёл к выводу, что темперированный строй при всех обстоятельствах звучит более выразительно. Этот результат («наше ухо предпочитает темперированные гаммы») Планк опубликовал в 1893 году в специальной статье. Интерес к искусству и литературе сблизил учёного с историком Теодором Моммзеном, романистом Адольфом Тоблером и другими представителями гуманитарных кругов.
С 1895 года обязанности Планка включали редактирование журнала Annalen der Physik, в котором учёный отвечал за статьи по теоретическим вопросам. Работая на этом посту, он стремился более чётко отделять физику от математики и философии, что способствовало формированию новой по тем временам дисциплины — теоретической физики. 23 марта 1911 года Планк был избран непременным секретарём Прусской академии наук, то есть одним из четырёх руководителей этого учреждения (по двое от естественнонаучного и гуманитарного отделений). В следующие несколько лет он использовал своё положение для приглашения в Берлин и избрания членом академии Альберта Эйнштейна, работы которого высоко ценил. Кроме того, Планк занимал пост ректора Берлинского университета на 1913/14 учебный год, а также трижды (в 1905—1908 и 1915—1916 годах) избирался президентом Немецкого физического общества. Он был вовлечён в создание Общества кайзера Вильгельма, основанного в 1911 году указом императора Вильгельма II; в частности, с 1913 года он участвовал в переговорах по поводу учреждения в рамках Общества Института физики, возглавить который должен был Эйнштейн.
В октябре 1909 года умерла жена Планка Мария. Спустя полтора года, в марте 1911 года, учёный женился во второй раз — на племяннице своей первой жены Маргарите фон Хёсслин (Margarete von Hoeßlin, 1882—1949), дочери известного художника Георга фон Хёсслина (нем. Georg von Hoeßlin). У них был один общий ребёнок Герман (Hermann, 1911—1954). Планк был семейным человеком и, по свидетельству жены, «полностью раскрывал все свои человеческие качества только в семье». По-настоящему свободно он чувствовал себя только среди людей своего круга; берлинский пригород Груневальд, где учёный с семьёй жил в большом доме с обширным садом, был населён университетскими профессорами. Близкими соседями Планка были известные историки Ганс Дельбрюк и Адольф фон Гарнак. В довоенные годы каждые две недели Планк устраивал дома музыкальные вечера, в которых участвовали знаменитый скрипач Йозеф Иоахим, Альберт Эйнштейн и прочие друзья. По свидетельству племянника учёного, музыка была единственной областью, в которой Планк не сдерживал свой дух; учёный предпочитал сочинения Шуберта, Брамса и Шумана.

#### Квантовая гипотеза Планка
К берлинскому периоду относится высшее научное достижение Планка. В середине 1890-х годов он занялся проблемой теплового излучения и в конце 1900 года достиг решающего успеха: получил правильную формулу для распределения энергии в спектре абсолютно чёрного тела и дал её теоретическое обоснование, введя знаменитый «квант действия» {\displaystyle h}. Квантовая гипотеза немецкого учёного, глубокий смысл которой вскрылся лишь много позже, ознаменовала рождение квантовой физики. В последующие годы Планк приложил много усилий, пытаясь согласовать свои результаты с классической физикой; он крайне настороженно относился к дальнейшим шагам, уводящим в сторону от старых представлений, например к теории световых квантов Эйнштейна. Однако все его усилия оказались напрасными, о чём он писал в своей «Научной автобиографии»:

Мои тщетные попытки как-то ввести квант действия в классическую теорию продолжались в течение ряда лет и стоили мне немалых трудов. Некоторые из моих коллег усматривали в этом своего рода трагедию. Но я был другого мнения об этом, потому что польза, которую я извлекал из этого углубленного анализа, была весьма значительной. Ведь теперь я точно знаю, что квант действия играет в физике гораздо большую роль, чем я вначале был склонен считать…
— Планк М. Научная автобиография // УФН. — 1958. — Т. 64. — С. 635.
Тем временем, благодаря работам Альберта Эйнштейна, Пауля Эренфеста и других учёных, теория квантов приобретала всё большее признание в научном сообществе. Свидетельством этого стал созыв осенью 1911 года первого Сольвеевского конгресса, посвящённого теме «Излучение и кванты». Эта представительная конференция поместила квантовую теорию излучения в центр внимания научного мира, хотя стоявшие перед ней проблемы и противоречия оставались нерешёнными. После появления в 1913 году работ Нильса Бора, связавшего гипотезу квантов с проблемой строения атома, начался этап бурного развития квантовой физики. Признанием заслуг Планка стало присуждение ему Нобелевской премии по физике за 1918 год с формулировкой «в знак признания услуг, которые он оказал физике своим открытием квантов энергии». 2 июля 1920 года учёный прочитал в Стокгольме нобелевскую лекцию «Возникновение и постепенное развитие теории квантов».

#### Первая мировая война и её последствия
Как и многие его коллеги, Планк, воспитанный в духе прусского патриотизма, с воодушевлением воспринял начало Первой мировой войны. В своих публичных выступлениях он приветствовал войну, направленную, как он думал, на защиту справедливых требований и жизненно важных ценностей немецкой нации, и призывал молодёжь вступать добровольцами в армию. Он видел в войне способ преодоления всех разногласий и объединения нации в единое целое: «Немецкий народ вновь обрёл себя». Планк подписал опубликованный в октябре 1914 года «манифест девяносто трёх», оправдывавший вступление Германии в войну; впоследствии он сожалел об этом. Смягчение позиции учёного произошло во многом благодаря общению с Хендриком Лоренцем, который вследствие принадлежности к нейтральному государству имел возможность донести до Планка точку зрения противоположной стороны. В частности, голландский физик предоставил доказательства того, что преступления немецких войск в Бельгии не были лишь плодом клеветы и вражеской пропаганды. Уже с весны 1915 года Планк высказывался против усиления ненависти между народами и за восстановление прежних международных связей, а в начале 1916 года передал через Лоренца открытое письмо коллегам из стран Антанты, в котором объявлял «манифест девяносто трёх» результатом всплеска патриотизма в первые недели войны, отказался защищать все действия немецких военных в ходе войны и писал, что «существуют области интеллектуальной и нравственной жизни, которые лежат за пределами борьбы наций» и в которых возможно плодотворное сотрудничество граждан разных стран. Много усилий Планк затратил на то, чтобы предотвратить «чистки» в Прусской академии наук, не допустить исключения из неё иностранных членов и избежать полного разрыва отношений с научными обществами вражеских стран.
Наивность представлений Планка о политике в годы войны отмечали Лауэ и Эйнштейн. Поражение в войне и последующее падение монархии больно задели патриотические чувства Планка. Даже спустя четыре года в одном из своих выступлений он выражал сожаление, что императорская фамилия лишилась трона. Вместе с тем, он понимал, что отречение императора является одним из условий проведения необходимых реформ и сохранения немецкого государства как такового. Война принесла учёному и личную трагедию: в мае 1916 года под Верденом погиб его старший сын Карл. Для Планка это событие стало поводом переоценить своё отношение к сыну, который не мог найти себя в жизни и не смог оправдать надежд, возлагавшихся на него отцом; учёный с горечью писал по этому поводу: «Без войны я бы никогда не узнал его ценность, а сейчас, когда я знаю её, я должен потерять его». В 1917 году дочь Планка Грета, вышедшая замуж за гейдельбергского профессора Фердинанда Фелинга, умерла неделю спустя после родов. Её сестра-близнец Эмма, взявшая на себя заботу о ребёнке, в январе 1919 года тоже стала женой Фелинга, однако в конце года её постигла судьба сестры: она также скончалась при родах. Осиротевшие внучки, получившие имена в честь своих матерей, частично воспитывались в доме деда. Младший сын Планка Эрвин, также служивший на фронте, встретил окончание войны во французском плену.

#### Веймарская республика
Планк сыграл видную роль в послевоенной реорганизации немецкой науки, происходившей в условиях упадка экономики и сокращения финансирования научных исследований. Он стал одним из инициаторов учреждения Чрезвычайной ассоциации немецкой науки (нем. Notgemeinschaft der deutschen Wissenschaft), созданной для привлечения финансов из различных источников, и впоследствии активно участвовал в распределении средств, осуществлявшемся различными комиссиями этой организации. Планк, с 1916 года бывший сенатором Общества кайзера Вильгельма, принимал участие в общем руководстве Обществом, институты которого в новых условиях были вынуждены ориентироваться на прикладные разработки, важные для восстановления немецкой промышленности. Учёный занимал критическую позицию по отношению к этой новой политике, призывая не забывать о важности фундаментальных исследований. В июле 1930 года он был избран президентом Общества; много времени пожилой учёный отдавал общению с политиками, предпринимателями, банкирами, журналистами, выступал в средствах массовой информации. Что касается его политических взглядов, то в новых условиях парламентской республики Планк стал поддерживать умеренно правую Немецкую народную партию, представлявшую интересы промышленников. И хотя он не мог одобрить многие нововведения и, например, считал «всеобщее право голосовать (для двадцатилетних!) фундаментальной ошибкой», он не видел смысла выступать против нового государства и не видел возможности вернуть всё обратно.
Кроме экономической разрухи, положение науки в послевоенной Германии осложнялось международной изоляцией, которая во многом была связана с националистической позицией немецких учёных в годы войны и которая лишь постепенно начинала преодолеваться. Ситуация усугублялась суровыми ограничениями, наложенными на Германию по результатам мирного договора, что не способствовало проявлению инициативы со стороны учёных; Планк и большинство его коллег считали официальное признание собственной неправоты невозможным в таких условиях, ибо это могли счесть проявлением трусости и эгоизма. Лишь к середине 1920-х годов напряжение стало уменьшаться, и в 1926 году, после принятия Германии в Лигу Наций, немецкие и австрийские учёные получили приглашение присоединиться к Международному исследовательскому совету (предшественнику Международного совета по науке). Планк, понимавший важность международного научного сотрудничества, способствовал восстановлению разорванных войной связей и налаживанию новых контактов во время своих поездок. В этой деятельности он старался придерживаться принципа невмешательства политики в дела науки и предпочитал неформальные или чисто научные контакты встречам, устроенным государственными или иными политическими организациями. В частности, несмотря на прохладное отношение правительства и своей партии, он посетил в качестве представителя Прусской академии наук торжества по случаю 200-летия Российской академии наук, проходившие в сентябре 1925 года в Ленинграде и Москве.
Планк передал руководство Институтом теоретической физики Максу фон Лауэ ещё в 1921 году, а осенью 1926 года, по достижении предельного возраста, покинул пост профессора Берлинского университета. Его преемником стал Эрвин Шрёдингер, за работами которого Планк следил с большим интересом. Однако и после своего выхода в отставку учёный, получивший титул почётного профессора, по-прежнему активно участвовал в научной жизни университета, работе приёмных и аттестационных комиссий, ещё несколько лет читал курсы лекций; он также оставался секретарём Прусской академии наук. В 1930-е годы Планк получил возможность больше времени уделять лекциям по общенаучным и философским проблемам; его выступления проходили не только в различных университетах Германии, но и в Голландии, Англии, Швейцарии, Швеции, Финляндии. Учёный строго придерживался в жизни определённого распорядка, согласно которому работа чередовалась с отдыхом. Он всегда использовал свои отпуска, чтобы как следует отдохнуть, путешествовал, занимался альпинизмом, проводил время в своём имении вблизи Тегернзе; ему удалось сохранить хорошее здоровье до преклонного возраста.

#### Период нацизма
В 1933 году к власти в Германии пришли нацисты; начались гонения против неугодных учёных, многие из них (особенно еврейского происхождения) были вынуждены эмигрировать. Многие немецкие учёные поначалу думали, что политика нового режима носит временный характер и что негативные тенденции со временем должны исчезнуть, поэтому тактика Планка и других руководителей науки состояла в том, чтобы защищать науку и при этом избегать какой-либо критики режима. По словам историка Джона Хейльброна, «они открыто шли на уступки в малых вещах и не протестовали публично против великих несправедливостей…» Первоочередной задачей для Планка и его коллег, оставшихся в Германии, стало сохранение науки в новых условиях, защита её от окончательного разрушения. Для этого пожилой учёный использовал свой авторитет и положение президента Общества кайзера Вильгельма; стараясь не привлекать внимания властей, он способствовал сохранению работоспособности институтов Общества, помогал уволенным сотрудникам найти новую работу или выехать за рубеж. Придерживаясь этой тактики личных контактов, во время встречи с Адольфом Гитлером в мае 1933 года Планк попробовал заступиться за своего еврейского коллегу Фрица Габера, знаменитого химика, однако фюрер даже не захотел говорить на эту тему. Потерпев это поражение, Планк, однако, никогда открыто не выступал против нацистского режима и старался по мере сил поддерживать с ним мирные отношения. Так, он был не согласен с позицией Эйнштейна, публично заявившего о своём неприятии нацизма, и фактически устранился от участия в процедуре лишения Эйнштейна членства в Прусской академии наук. Тем не менее, желая смягчить ситуацию, Планк выступил с заявлением, в котором напомнил о значении работ Эйнштейна для развития физики, однако при этом выразил сожаление, что «Эйнштейн своим собственным политическим поведением сделал своё присутствие в академии невозможным». Планк также выступил в качестве организатора чествования памяти Габера, скончавшегося в эмиграции; это собрание состоялось, несмотря на официальный запрет посещать его, распространявшийся на всех государственных служащих. Учёный позволял себе критиковать режим лишь косвенным образом, затрагивая в своих выступлениях на философские и исторические темы те или иные проблемы современности. Эйнштейн так и не простил Планка за его отказ публично выступить против творившихся несправедливостей (в 1933 году прекратилась их переписка), и даже Лауэ критиковал своего учителя за то, что тот не проявил большего «упрямства».
В начале 1936 года активизировались нападки на Планка со стороны представителей так называемой «арийской физики»; учёный объявлялся проводником вредных идей, посредственным исследователем, ставленником «эйнштейновской клики». Эта активизация была во многом обусловлена назначенными на 1 апреля перевыборами президента Общества кайзера Вильгельма, которое, по словам Филиппа Ленарда, с самого начала было «еврейским чудовищем». Однако Планку удалось сохранить за собой этот пост, одновременно начались поиски подходящего преемника. Им стал Карл Бош, сменивший Планка в 1937 году. 22 декабря 1938 года пожилой учёный ушёл и с должности секретаря академии, однако продолжал борьбу, стараясь сохранить за этим научным учреждением остатки самостоятельности. В мае 1938 года в Берлине был, наконец, открыт Институт физики Общества кайзера Вильгельма, созданию которого на протяжении многих лет Планк посвящал много усилий. Несмотря на сопротивление представителей «арийской физики», по инициативе вновь назначенного директора Петера Дебая институту было присвоено имя Макса Планка.

### Последние годы (1944—1947)
После начала Второй мировой войны Планк продолжал выступать с лекциями по всей стране. В феврале 1944 года в результате налёта англо-американской авиации сгорел дом учёного в Груневальде; были уничтожены его рукописи и дневники, бо́льшая часть его обширной библиотеки. Он был вынужден переехать к своему другу Карлу Штилю (нем. Carl Still) в имение Рогец под Магдебургом. Жестоким ударом для престарелого учёного стала смерть его второго сына Эрвина (нем. Erwin Planck), который был близок к группе полковника Штауффенберга и принимал участие в дискуссиях заговорщиков о будущем переустройстве Германии. Хотя непосредственного участия в событиях 20 июля 1944 года Эрвин, по-видимому, не принимал, он был приговорён к смерти и, несмотря на прошения отца о помиловании, в январе 1945 года повешен. Весной 1945 года Макс Планк едва не погиб во время бомбёжки в Касселе, где он выступал с очередной лекцией. В конце апреля имение Рогец было разрушено; Планк с женой некоторое время укрывались в лесу, затем в течение двух недель жили у местного молочника; состояние учёного усугублялось артритом позвоночника, он с трудом мог ходить. Наконец, он был доставлен в Гёттинген американскими военными, отправленными на спасение старика по просьбе профессора Роберта Поля. Здесь учёный был вынужден провести пять недель в университетской клинике, его здоровье значительно ухудшилось в результате пережитых событий. Оправившись, Планк поселился в Гёттингене у своей племянницы; вскоре он смог вернуться к работе, к лекционным выступлениям.
В июле 1946 года Планк посетил Англию, где в качестве единственного представителя Германии принял участие в праздновании 300-летия со дня рождения Исаака Ньютона. Некоторое время престарелый физик оставался почётным президентом Общества кайзера Вильгельма, которое вскоре с согласия учёного было переименовано в Общество Макса Планка (первым его президентом стал Отто Ган). В Бонне, во время одной из своих лекционных поездок, 88-летний Планк серьёзно заболел двусторонним воспалением лёгких, однако сумел выздороветь. В марте 1947 года состоялось его последнее выступление перед студентами. Научное сообщество Германии готовилось к торжествам по случаю его 90-летия, но за считанные месяцы до этой круглой даты учёный скончался от инсульта. Это случилось 4 октября 1947 года в Гёттингене, где Планк и был похоронен на городском кладбище.

## Научное творчество

### Закон сохранения энергии
В книге «Принцип сохранения энергии» (1887), сыгравшей значительную роль в развитии представлений об этом фундаментальном законе природы, Планк подробно рассмотрел историю возникновения этого закона, проанализировал вклад учёных прошлого (начиная от Стевина и заканчивая Гельмгольцем) в понимание роли концепции сохранения энергии в науке. Далее Планк рассмотрел различные виды энергии и показал, что для получения из закона сохранения энергии уравнений движения (например, уравнений Ньютона) необходимо использовать так называемый принцип суперпозиции, согласно которому полную энергию системы можно разбить на сумму независимых компонентов (например, на энергии движения вдоль соответствующих координатных осей). Принцип суперпозиции, согласно Планку, не является вполне строгим и нуждается в экспериментальной проверке в каждой отдельной ситуации. Опираясь на этот принцип, учёный также показал, что из закона сохранения энергии следует ньютоновский закон действия и противодействия. Таким образом, подчёркивает Планк, «принцип суперпозиции играет во всей физике… чрезвычайно важную роль; без него все явления смешались бы друг с другом, и совершенно невозможно было бы установить зависимость отдельных явлений друг от друга; ибо если каждое действие нарушается другим, то, естественно, прекращается возможность познать причинную связь». В своём рассмотрении закона сохранения энергии как эмпирического закона учёный стремился отделить его физическое содержание от распространённых в то время философских и научно-популярных спекуляций, а заодно провести границу между теоретической физикой с одной стороны и метафизикой и математикой с другой. В этом также находило выражение стремление, которому Планк следовал на протяжении всей своей жизни: выявлять универсальные научные принципы, лишённые антропоморфных черт или исторического релятивизма.
С исследованием закона сохранения энергии связано обращение Планка к другой фундаментальной концепции — принципу наименьшего действия, который он называл «высшим физическим законом». Учёный отмечал, что законы сохранения единым образом следуют из принципа наименьшего действия: закон сохранения импульса соответствует пространственным координатам, тогда как закон сохранения энергии — временно́му измерению. Более того, когда первые открытия в области квантовой физики поставили вопрос о применимости известных законов классической механики и электродинамики, принцип наименьшего действия, по мнению Планка, должен был сохранить свою универсальную значимость, в отличие от таких производных от него понятий, как уравнения Гамильтона.

### Термодинамика

#### Принцип возрастания энтропии и его применения
Со студенческих пор Планк испытывал глубокий интерес ко второму началу термодинамики, однако был не удовлетворён его формулировками. По утверждению учёного, второе начало можно сформулировать в наиболее простом и общем виде, если воспользоваться представлением об энтропии — величине, введённой в физику Рудольфом Клаузиусом. Тогда, согласно Планку, второй закон термодинамики можно выразить в следующей форме: суммарная энтропия всех тел, испытывающих изменения в том или ином естественном процессе, возрастает. Под «естественным процессом» Планк подразумевал необратимый процесс, в противоположность процессу обратимому, или «нейтральному»; отличительной особенностью естественного процесса является невозможность вернуть систему в исходное состояние без внесения изменений в окружающие систему тела. Таким образом, энтропия выступает в качестве меры «предпочтения», оказываемого природой конечному состоянию системы перед начальным, и тесно связана с необратимостью процессов. Эти соображения были изложены молодым учёным в его докторской диссертации (1879). В последующие годы он рассмотрел ряд конкретных термодинамических процессов с целью доказательства возможности установления законов физического и химического равновесия из соображения о достижении энтропией максимальной величины в состоянии равновесия. Впрочем, как отметил много лет спустя сам Планк, «великий американский теоретик Джозайя Уиллард Гиббс опередил меня, ещё раньше сформулировав те же самые положения, частично даже в ещё более общем виде, так что… мои труды не увенчались внешним успехом».
Преимущества формулировки второго начала термодинамики в терминах энтропии были продемонстрированы учёным в серии из четырёх работ под общим названием «О принципе возрастания энтропии» (Über das Princip der Vermehrung der Entropie, первые три части вышли в 1887, а четвёртая — в 1891 году). В первом сообщении Планк рассмотрел взаимодействие между двумя агрегатными состояниями одного вещества, а также между химическим соединением и смесью продуктов его диссоциации. Он показал, что при произвольных температуре и давлении в таких системах невозможно устойчивое равновесие: в первом случае одно агрегатное состояние переходит в другое, а во втором вещество полностью распадается или же, наоборот, все продукты диссоциации соединяются. Далее автор рассмотрел химические реакции при постоянном весовом соотношении веществ и пришёл к выводу, что вследствие принципа возрастания энтропии реакция будет идти до полного своего окончания в определённом направлении, зависящем от температуры и давления. Во втором сообщении Планк обратился к проблеме диссоциации газообразных соединений и, проведя анализ изменения энтропии, показал, что разложение вещества будет продолжаться или нет в зависимости от состояния системы, определяемого температурой, давлением и степенью диссоциации. В третьем сообщении учёный продемонстрировал, что принцип возрастания энтропии позволяет установить законы наступления любых химических и термодинамических реакций. Здесь же он ввёл понятие электрической энтропии и проанализировал случай взаимодействия двух проводников. Наконец, в последнем, четвёртом, сообщении Планк рассмотрел электрохимические процессы. Теоретические выводы для всех частных случаев, к которым он обращался в этой серии статей, сравнивались с доступными экспериментальными данными. Термодинамический подход, развитый Планком в этих работах, сыграл значительную роль в развитии физической химии; в частности, им было получено важное выражение для зависимости константы равновесия химической реакции от давления.
На протяжении своей последующей научной карьеры Планк неоднократно возвращался к обсуждению смысла второго начала термодинамики и различных его трактовок. Он считал, что этот закон невозможно сформулировать априори, а только вывести из достоверных экспериментальных наблюдений. Значение второго начала, согласно Планку, также состоит в том, что оно предоставляет необходимый и достаточный критерий для различения обратимых и необратимых процессов или, другими словами, меру термодинамической вероятности того или иного состояния системы. Его обращение к вероятностной трактовке энтропии, впервые предложенной Людвигом Больцманом, было связано с разработкой теории теплового излучения в 1895—1901 годах. Для Планка преимущество статистического определения энтропии над чисто термодинамическим, которого он ранее придерживался, состояло в расширении этого понятия на неравновесные состояния системы. Однако, в отличие от Больцмана, трактовка Планком принципа возрастания энтропии как абсолютного, детерминистского (а не статистического) закона оставалась поначалу неизменной. Лишь к 1914 году работы Альберта Эйнштейна и Мариана Смолуховского по теории броуновского движения окончательно убедили Планка в существовании флуктуаций и, как следствие, в справедливости статистического понимания второго начала термодинамики. В статье «Новое статистическое определение энтропии» (Eine neue statistische Definition der Entropie, 1925) он дал общую формулировку статистического выражения для энтропии квантовых систем и применил её к случаям системы осцилляторов и одноатомного газа.

#### Термодинамика растворов и электролитов
В серии работ «О принципе возрастания энтропии» Планк применил второе начало термодинамики в своей формулировке к описанию термодинамических свойств разведённых растворов и определил условия, налагаемые на концентрации растворённых веществ, чтобы при данных температуре и давлении в системе наступило химическое равновесие. При этом он показал, что свойства растворов зависят от взаимодействия между молекулами растворителя и растворённого вещества и потому не сводимы к газовым законам; вывел из термодинамических соображений закон Рауля о понижении давления пара растворителя при добавлении к нему некоторой доли другого вещества; установил соотношение между понижением температуры плавления и скрытой теплотой плавления; получил формулу Вант-Гоффа для осмотического давления. Пользуясь своей теорией, Планк в 1887 году показал, что такие свойства растворов, как понижение температуры замерзания, можно объяснить только диссоциацией растворённого вещества. Это находилось в соответствии с теорией электролитической диссоциации, развитой примерно в те же годы шведским учёным Сванте Аррениусом и получившей тем самым термодинамическое обоснование. Впрочем, сам Аррениус критиковал планковский подход, поскольку считал важным наличие у частиц растворённого вещества электрического заряда, который никак не учитывался в чисто термодинамическом анализе немецкого физика. Почти одновременное появление работ Планка и Аррениуса вызвало в начале 1890-х годов дискуссию о приоритете в разработке теории электролитической диссоциации; впрочем, впоследствии Планк признал первенство своего шведского коллеги. Впрочем, как заметил Макс Борн, никто из участников дискуссии не был полностью прав, поскольку, как показали исследования Дебая и Хюккеля, справедливость термодинамических законов не отменяет зависимость их конкретного вида от заряда.
В 1888 году независимо от Вильгельма Оствальда Планк продемонстрировал применимость закона действующих масс к растворам слабых электролитов. В 1890 году Планк дал термодинамическое обоснование теории диффузии электролитов, предложенной Вальтером Нернстом и основанной на представлении об осмотическом давлении ионов в растворе. Опираясь на эту теорию, Планк получил для разности потенциалов двух электролитов формулу, которая была экспериментально подтверждена Нернстом. В своих «Лекциях по термодинамике» (1897) учёный дал строгое доказательство правила фаз для многокомпонентной химической системы, применил его к растворам, исследовал ряд частных случаев и классифицировал их в соответствии с числом компонент и числом фаз. Много лет спустя, в начале 1930-х годов, Планк вернулся к физико-химической тематике и написал несколько работ о разности потенциалов слабых растворов электролитов.

#### Прочие работы по термодинамике
В 1906 году Нернст на основе своих экспериментальных исследований предположил, что энтропия чистого кристаллического вещества при абсолютном нуле температуры стремится к постоянной величине, не зависящей от фазы, давления и других параметров. Это утверждение получило название третьего начала термодинамики, или теоремы Нернста. В 1911 году Планк предложил считать, что при абсолютном нуле энтропия любого однородного конденсированного вещества обращается в нуль. Третье начало в такой форме не ограничивается случаями химических реакций или фазовых превращений, рассмотренными Нернстом, а позволяет определить абсолютное значение энтропии любого одиночного тела. Более того, такое определение энтропии, согласно Планку, можно связать с квантовыми закономерностями, а именно с фиксированной величиной ячейки фазового пространства, что позволяет однозначно вычислить вероятность термодинамического состояния (число микросостояний) и, следовательно, энтропию.
В 1934 году Планк предложил первую общую математическую формулировку принципа Ле Шателье — Брауна, согласно которой при изменении одного из параметров системы происходит такое смещение другой характеристики, что изменение первого параметра или увеличивается, или уменьшается в зависимости от того, относятся ли оба параметра к одному типу величин или к разным. Под типом величин здесь имеются в виду интенсивные или экстенсивные величины.

### Теория теплового излучения и начало квантовой теории

#### Классический этап
Ещё в самом начале своей научной деятельности Планк пришёл к выводу, что законы термодинамики сами по себе способны приводить к правильным результатам без использования каких-либо произвольных предположений о строении вещества. К таким предположениям он относил и атомизм. Более того, он критиковал кинетическую теорию газов, считая её противоречащей принципу возрастания энтропии, и в 1882 году писал, что атомная теория, в конечном счёте, должна уступить место представлению о непрерывном строении материи. Однако вскоре, работая над проблемами физической химии, он осознал, что никакой плодотворной альтернативы атомным и молекулярным представлениям не существует и что необходимо иметь некоторую механическую модель элементарных явлений. При этом, однако, он продолжал скептически относиться к существующей атомистической гипотезе и статистическим подходам к термодинамике. По его мнению, введения вероятности было недостаточно, чтобы объяснить необратимость термодинамических процессов; возрастание энтропии он понимал в строго детерминистском смысле. Противоречивость позиции Планка проявилась в развернувшейся в 1895 году дискуссии, в которой он поддержал своего ученика Эрнста Цермело, критиковавшего статистическую трактовку энтропии Людвига Больцмана, и одновременно не желал полностью отвергать возможность механического объяснения второго начала термодинамики. В качестве компромисса он предположил (1897), что строгая механическая интерпретация может оказаться справедливой при рассмотрении не дискретных масс (как в кинетической теории газов), а непрерывной материи. В попытке разрешить противоречия между механикой и термодинамикой и получить необратимость за счёт чисто консервативных процессов учёный обратился к проблеме теплового излучения. Забегая вперёд, можно сказать, что работа над этой темой превратила его в убеждённого атомиста.
К тому моменту, когда Планк приступил к работе над теорией теплового излучения, перед этой дисциплиной стояла проблема фундаментальной важности — рассчитать распределение энергии в спектре равновесного излучения абсолютно чёрного тела, то есть тела, полностью поглощающего падающее на него излучение во всём спектральном диапазоне. Хорошей практической реализацией абсолютно чёрного тела является небольшое отверстие в стенке замкнутой полости; внутри такого устройства устанавливается равновесие между излучением и веществом, так что излучение, выходящее из отверстия, близко по своим характеристикам к излучению чёрного тела. Важность функции {\displaystyle K(\nu ,T)}, описывающей испускательную способность абсолютно чёрного тела при данной температуре {\displaystyle T} и на данной частоте {\displaystyle \nu }, определяется законом Кирхгофа (1859), согласно которому отношение испускательной и поглощательной способностей любого тела равно как раз универсальной функции {\displaystyle K(\nu ,T)}. К концу XIX века было установлено несколько закономерностей, касающихся равновесного излучения абсолютно чёрного тела. Так, закон Стефана — Больцмана (1879, 1884) утверждает температурную зависимость объёмной плотности энергии излучения, величины, интегральной по всем частотам в спектре. Закон смещения Вина (1893) позволил свести задачу поиска функции двух аргументов {\displaystyle K(\nu ,T)} к нахождению функции одной переменной {\displaystyle F(\nu /T)}. Кроме того, этот закон определяет смещение максимума спектра излучения при изменении температуры. Попытки вывести зависимость {\displaystyle K(\nu ,T)} из термодинамических и электродинамических соображений предпринимались такими физиками, как Владимир Михельсон (1887) и Вильгельм Вин (1896); последнему удалось получить закон нормального распределения излучения в спектре чёрного тела, получивший приблизительное подтверждение в измерениях Фридриха Пашена, Отто Люммера и Эрнста Прингсгейма. С практической точки зрения эти исследования были обусловлены необходимостью поиска новых источников света и, в частности, создания стандартов для оценки электрических ламп накаливания.
Весной 1895 года Планк представил Прусской академии наук свою первую работу по теории теплового излучения; результаты этой статьи были ограничены рядом специальных предположений, которые смягчались в последующих публикациях. Основной задачей для учёного стало применение второго начала термодинамики к процессам теплового излучения, которые анализировались с точки зрения максвелловской электромагнитной теории. Это предполагало рассмотрение взаимодействия электромагнитного поля с элементарным излучателем, в качестве которого Планк взял линейный гармонический осциллятор («резонатор») в полости, заполненной излучением. Такой выбор был оправдан универсальностью функции {\displaystyle K(\nu ,T)}, не зависящей от природы тела, поэтому можно было ограничиться идеализированным случаем линейного резонатора. В течение года Планк написал вторую работу, в которой получил уравнение для осциллятора, взаимодействующего с полем, с учётом радиационного затухания; это уравнение использовалось в дальнейших исследованиях. В начале 1900 года вышла большая статья Планка «О необратимых процессах излучения» (Über irreversible Strahlungsvorgänge), в которой были суммированы результаты его исследований проблемы теплового излучения на протяжении предыдущих трёх лет. Основной задачей учёного в эти годы была демонстрация того, что взаимодействие осцилляторов с излучением приводит к необратимому процессу установления равновесия в системе, однако вскоре он убедился, что одних законов механики и электродинамики для этого недостаточно. Под влиянием критики со стороны Больцмана Планк ввёл в свой анализ дополнительное предположение о «естественном излучении» (то есть некогерентности гармонических колебаний, на которые можно разложить излучение), во многом аналогичное гипотезе «молекулярного хаоса» в больцмановской кинетической теории газов. Воспользовавшись этим предположением, Планк смог получить уравнение, связывающее энергию осциллятора с интенсивностью излучения на определённой частоте. Введя далее понятие электромагнитной энтропии как функции энергии осциллятора, Планк сформулировал «электромагнитную H-теорему» и дал термодинамическую трактовку стационарных процессов излучения. При помощи своего выражения для энтропии он определил температуру электромагнитного излучения и в качестве следствий получил закон излучения Вина и закон Стефана — Больцмана. При этом попытка изменения распределения излучения с виновского на какое-либо иное требовала изменения выражения для энтропии, что, по словам Планка, приводило к противоречию с принципом возрастания энтропии. Существенно, что на этом этапе учёный по каким-то причинам не воспользовался известной теоремой о равнораспределении энергии по степеням свободы, которая привела бы его к несогласующемуся с опытом закону излучения Рэлея — Джинса.

#### Формула Планка и квант действия
В начале 1900 года Планк дал теоретическое обоснование своему определению электромагнитной энтропии, что стало ещё одним аргументом в пользу закона излучения Вина. Поэтому новые результаты Люммера и Прингсгейма (сентябрь 1900 года), которые надёжно свидетельствовали об отклонении распределения излучения в спектре чёрного тела от функции Вина в длинноволновой области, поставили перед исследователями проблему принципиальной важности. 19 октября 1900 года Планк представил на заседании Немецкого физического общества работу «Об одном улучшении закона излучения Вина» (Über eine Verbesserung der Wienschen Spektralgleichung), в которой задался целью согласовать свою теорию теплового изучения с новыми опытными данными. Из этих данных, а также из последних экспериментов Фердинанда Курльбаума и Генриха Рубенса, о которых Планк узнал за несколько дней до заседания, следовало, что закон распределения Вина выполняется лишь в области коротких волн и низких температур. Взяв простейшее обобщение выражения для связи между энтропией и энергией осциллятора, которое служило бы интерполяцией предельных случаев длинных и коротких волн, Планк получил формулу для распределения энергии в виде {\displaystyle E={\frac {C\lambda ^{-5}}{e^{c/\lambda T}-1}}}, где {\displaystyle C} и {\displaystyle c} — некоторые константы. Учёный отметил, что это выражение, ныне известное как формула Планка, по-видимому, хорошо описывает экспериментальные данные. Это подтвердил Рубенс, посвятивший ночь после заседания сверке новой формулы с экспериментальными результатами.
Хотя проблема поиска закона распределения энергии в спектре абсолютно чёрного тела («нормальном спектре») была по существу решена, перед Планком встала задача теоретически обосновать найденную формулу, то есть вывести соответствующее выражение для энтропии осциллятора. Чтобы сделать это, он был вынужден обратиться к трактовке энтропии как меры вероятности термодинамического состояния или, другими словами, числа способов реализации этого состояния (микросостояний, или «комплексий» согласно тогдашней терминологии). Этот подход был предложен Людвигом Больцманом и в то время был практически не известен в научном мире. Для вычисления энтропии в рамках этого подхода необходимо определить количество способов распределения энергии между большим числом осцилляторов, колеблющихся на различных частотах {\displaystyle \nu }. Чтобы избежать обращения этого количества в бесконечность, Планк предположил, что полная энергия осцилляторов с определённой частотой может быть разделена на точное число равных частей (элементов, или квантов) величиной {\displaystyle \varepsilon =h\nu }, где {\displaystyle h} — «универсальная постоянная», ныне называемая постоянной Планка. Воспользовавшись этой гипотезой, он представил энтропию через логарифм количества комбинаций, отметил необходимость максимизации энтропии в равновесном состоянии и пришёл к своей спектральной формуле. Эти результаты учёный сообщил в докладе «К теории распределения энергии излучения нормального спектра» (Zur des Gesetzes der Energieverteilung im Normalspektrum), сделанном 14 декабря 1900 года на очередном заседании Немецкого физического общества. В иной форме они были изложены в статье «О законе распределения энергии в нормальном спектре» (Über das Gesetz der Energieverteilung im Normalspektrum), опубликованной в начале 1901 года в журнале Annalen der Physik. В этой работе, получившей большую известность, Планк избрал противоположную последовательность доказательства: исходя из условия термодинамического равновесия и применяя закон смещения Вина и комбинаторику, пришёл к своему закону распределения и условию {\displaystyle \varepsilon =h\nu }.
Таким образом, при разработке теории теплового излучения Планк основывался на аналогии с больцмановской кинетической теорией газов. Однако принципиальным отличием планковского подхода от теории газов было появление загадочной постоянной {\displaystyle h}: в то время как в теории газов размер ячеек фазового пространства, используемых для подсчёта числа комплексий и вычисления энтропии, принципиального значения не имеет, в теории излучения размер элемента энергии должен иметь строго фиксированную величину {\displaystyle h\nu }. Причина этого, по-видимому, состояла в различии между определениями вероятности состояния как меры пространственного беспорядка у Больцмана и временно́го беспорядка у Планка. Именно объяснение происхождения величины {\displaystyle h} учёный считал основной задачей дальнейшего развития теории. Надежду на решение этой проблемы он связывал с выяснением деталей микроскопической картины процесса испускания света осциллятором, а именно с электронной теорией строения вещества, сформировавшейся к началу XX века. В своих «Лекциях по теории теплового излучения» (1906), опираясь на метод фазового пространства, разработанный Гиббсом, Планк дал новую интерпретацию постоянной {\displaystyle h}, как элементарного участка двумерного фазового пространства (для случая одномерного осциллятора). Независимость величины этого участка от частоты обуславливает равновероятность комплексий, используемых для вычисления энтропии. Заметив, что константа {\displaystyle h} имеет размерность действия, учёный назвал эту постоянную «квантом действия».

#### Следствие: постоянные природы и система естественных единиц
Одним из важнейших следствий своей теории Планк считал то, что она придала глубокий смысл появившимся в ней физическим константам. Интерес учёного к этой теме был связан с его идеалом научного познания, а именно с поиском абсолютных закономерностей, не зависящих от сознания людей, культурных особенностей и прочих субъективных факторов. Для Планка этот идеал находил воплощение в возможности построения системы «естественных единиц», то есть единиц длины, времени и массы, определяемых не условными соглашениями в рамках человеческой цивилизации, а посредством фундаментальных законов природы. В этом плане законы излучения чёрного тела предоставляют удобную возможность, поскольку они являются универсальными соотношениями и не зависят от свойств конкретных материалов. Впервые Планк обратился к теме естественных единиц в мае 1899 года в связи с константами {\displaystyle a} и {\displaystyle b}, входящими в выведенный им из своей теории закон распределения Вина. Опираясь на экспериментальные данные, учёный нашёл численные значения этих констант и, присоединив к ним скорость света {\displaystyle c} и гравитационную постоянную {\displaystyle G}, ввёл естественные единицы длины, времени, массы и температуры как комбинации {\displaystyle a}, {\displaystyle b}, {\displaystyle c} и {\displaystyle G}.
Позднее в теорию Планка вошли две новые постоянные — квант действия {\displaystyle h} и другая константа {\displaystyle k}, которая связывала энтропию с вероятностью (позже она получила название постоянной Больцмана). В предельном случае закона распределения Вина {\displaystyle h} соответствовала {\displaystyle b}, а {\displaystyle h/k} — {\displaystyle a}. Новую постоянную {\displaystyle k}, значение которой было рассчитано по данным экспериментов с излучением чёрного тела, можно увязать с другими константами. Это позволило Планку вычислить важные в атомистике величины — постоянную Авогадро и, как следствие из законов электролиза, величину элементарного заряда. Результаты вычислений оказались в полном согласии с данными, полученными ранее из независимых опытов. Для Планка значение этих новых оценок постоянных состояло в установлении связи между электромагнетизмом и представлениями о строении материи. Другими словами, они служили неопровержимым свидетельством в пользу существования атомов. Более того, это свидетельство поначалу считалось чуть ли не главным достижением теории Планка и почти принесло ему Нобелевскую премию за 1908 год. Убеждённый сторонник атомизма Сванте Аррениус, имевший большое влияние в Нобелевском комитете, активно рекомендовал кандидатуру Планка, однако контраргументы (в том числе неясность теоретических основ формулы Планка) оказали решающее влияние на результаты выбора лауреата. Что касается системы естественных единиц, то учёный вернулся к этому вопросу в 1906 году, переписав их через постоянные {\displaystyle h}, {\displaystyle k}, {\displaystyle c} и {\displaystyle G}. Начиная с 1930-х годов, эта система привлекает к себе большое внимание специалистов в области квантовой и релятивистской физики и широко известна под названием планковских единиц измерения.

#### Планк и квантовая прерывность
Как впервые отметил известный историк Томас Кун (1978), в рассмотренных выше пионерских работах Планка по теории теплового излучения не содержится в явном виде идея квантовой прерывности (discontinuity), которая приписывается немецкому учёному историографической традицией. В работах Планка этого периода нет однозначного указания на квантование энергии осциллятора, то есть на представление её дискретным набором некоторого числа порций (квантов) величиной {\displaystyle h\nu }. Согласно Куну, сам Планк в тот момент едва ли рассматривал такую возможность, а его восприятие собственных результатов оставалось чисто классическим не только в работах 1900—1901 годов, но и в первом издании «Лекций по теории теплового излучения» (1906). Соотношение {\displaystyle \varepsilon =h\nu } использовалось лишь для вычисления равновесного распределения энергии большого числа осцилляторов, в то время как описание взаимодействия электромагнитного поля с отдельным осциллятором основывалось на непрерывных уравнениях Максвелла; изменение энергии осциллятора со временем задавалось дифференциальным уравнением, выведенным ещё до 1900 года, и также не содержало признаков дискретности. Лишь в последующие годы в научном сообществе начало формироваться понимание того, что теория Планка требует отхода от классических представлений. Большую роль в осознании этого факта сыграли работы Пауля Эренфеста и Альберта Эйнштейна, опубликованные в 1906 году. Эти исследователи прямо указали, что итогом чисто классического рассмотрения равновесного излучения должен быть закон распределения Рэлея — Джинса. Чтобы получить формулу Планка, требовалось ввести ограничение энергии элементарного осциллятора дискретным набором величин, так что при поглощении и испускании света, согласно Эйнштейну, осциллятор может менять свою энергию только на целое число квантов {\displaystyle h\nu }. По утверждению Куна, «в известном смысле она [работа Эйнштейна] объявляет о рождении квантовой теории».
Выводы, к которым пришёл Кун, породили острую дискуссию среди специалистов по истории физики (обзор этих противоречий можно найти в ряде работ). Известный историк Оливье Дарриголь (Olivier Darrigol) дал классификацию существующих взглядов на проблему. Такие исследователи, как Мартин Дж. Клейн и Фридрих Хунд, придерживались традиционного представления о квантовании энергии осциллятора (то есть введении прерывности) как главном результате Планка. Другая точка зрения, которую высказывали Ханс Кангро (Hans Kangro) и Аллан Ниделл (Allan Needell), состоит в том, что Планк не осознавал в полной мере последствий своей работы; само понятие квантовой прерывности не являлось для него сколько-нибудь важным в тот момент и потому не было чётко сформулировано. К этой точке зрения склоняются авторы сравнительно недавних работ Клейтон Гирхарт (Clayton Gearhart) и Массимилиано Бадино (Massimiliano Badino), отметившие нежелание Планка делать спекулятивные предположения о строении и поведении микросистем. Промежуточную позицию между первой и второй точками зрения занимали Леон Розенфельд и Макс Джеммер. Наконец, третья трактовка нашла отражение в заключении Куна, что работы Планка не утверждали о разрыве с общепринятыми теориями и не вводили в физику квантовую прерывность. Сам Дарриголь присоединился к мнению Куна с той существенной оговоркой, что деятельность Планка трудно однозначно отнести к той области, которая сейчас называется классической физикой и которая в то время не имела чётких границ. К настоящему времени аргументация Куна в значительной степени принята многими историками, а последовавшая дискуссия способствовала лучшему пониманию работ Планка, в частности, сложных взаимосвязей между статистическими методами Планка и Больцмана. Однако полное согласие между специалистами пока не достигнуто. Как бы то ни было, как отметил Дарриголь, итогом этой дискуссии не является преуменьшение роли Планка в развитии физики:

Это не означает, что «отец квантовой теории» не сделал ничего существенного в 1900 году. Он выделил фундаментальную постоянную h и дал формальный скелет того, что позже могло рассматриваться как квантово-теоретическое доказательство закона излучения чёрного тела. Это просто первый пример повторяющейся особенности истории квантовой теории: «правильная» интерпретация новых математических схем обычно появлялась после их изобретения.
Оригинальный текст (англ.)This does not mean that "the father of the quantum theory" did not introduce anything substantial in 1900. He isolated the fundamental constant h, and he gave the formal skeleton of what could later be regarded as a quantum-theoretical proof of the blackbody law. This is just a first example of a recurrent characteristic of the history of quantum theory: the "correct" interpretation of new mathematical schemes generally came after their invention.
— Darrigol O. From c-numbers to q-numbers: The Classical Analogy in the History of Quantum Theory. — Berkeley: University of California Press, 1992. — P. xviii.
Большую роль в дальнейшем развитии событий сыграл доклад Хендрика Лоренца на Математическом конгрессе в Риме в 1908 году. В своём выступлении голландский учёный признал невозможность объяснить свойства равновесного теплового излучения при помощи классической электронной теории; в последовавшей дискуссии он прямо указал на гипотезу о дискретном характере поглощения и испускания излучения. Авторитет Лоренца в научном мире и ясность его аргументации способствовали серьёзному отношению к гипотезе квантов, которая вскоре была принята многими учёными. Не остался в стороне и Планк, открыто признавший необходимость радикального отхода от классической физики. В конце 1909 — начале 1910 года он впервые публично поддержал идею о прерывном характере элементарных процессов излучения, однако высказался против эйнштейновских световых квантов. Эти события побудили учёного впервые после 1901 года заняться теорией теплового излучения и попытаться модифицировать её с учётом новых квантовых представлений.

#### Модификации планковской теории излучения
Размышления учёного о состоянии квантовой теории нашли отражение в его докладе на первом Сольвеевском конгрессе осенью 1911 года. В своём выступлении Планк дал обзор различных способов вывода правильного закона равновесного излучения и представил трактовку кванта действия как элементарной площадки фазового пространства. И хотя он признал, что «рамки классической динамики… оказались слишком узкими, чтобы охватить все те физические явления, которые не поддаются прямому наблюдению нашими грубыми органами чувств», однако в результате анализа существовавших подходов пришёл к мнению, что «не остаётся ничего другого, как отказаться от… допущения, что энергия осциллятора должна обязательно быть кратной элементу энергии». Итогом пересмотра теории теплового излучения стала так называемая «вторая теория» Планка, представленная впервые в начале 1911 года и сформулированная в полном виде во втором издании «Лекций по теории теплового излучения» (1912). Особенностью этой теории была асимметрия процессов поглощения и испускания излучения осциллятором. Если раньше, в 1908—1910 годах, Планк полагал, что осциллятор способен поглощать только целое число квантов энергии и в дальнейшем эволюционирует непрерывным образом в соответствии с законами классической физики, то во второй теории ситуация стала прямо противоположной. Учёный стал трактовать дискретным образом лишь испускание излучения, тогда как возбуждение осциллятора рассматривал как непрерывный процесс. Это позволило существенно упростить вывод формулы для равновесного излучения чёрного тела: электродинамика Максвелла использовалась лишь для определения скорости поглощения, тогда как процесс испускания света описывался при помощи статистического подхода, основанного на разбиении фазового пространства на элементы величиной {\displaystyle h}. Вычислив далее среднюю энергию осцилляторов и связав её с энтропией, Планк пришёл к своему закону излучения. Вторая теория часто рассматривается как свидетельство консерватизма Планка, его неспособности пойти на серьёзный разрыв с классикой, однако, по мнению Куна, для немецкого физика она «была не отступлением, а радикальным шагом, первой теорией из-под его пера, которая вообще оставляла какое-то место прерывности».
Вторая теория Планка содержала несколько важных для развития квантовой физики моментов. Во-первых, в ней содержится, по-видимому, самое раннее предположение о случайном характере элементарных процессов: испускание кванта энергии, согласно Планку, происходит с некоторой вероятностью после того, как осциллятор, поглощая непрерывным образом, накопит энергию {\displaystyle h\nu }. Во-вторых, для определения константы пропорциональности в полученном им выражении учёный рассмотрел предельный случай большой интенсивности излучения (температуры), когда справедлив классический закон Рэлея — Джинса. Это был, вероятно, первый пример использования подхода, позже получившего название «принцип соответствия». В-третьих, в рамках второй теории в выражении для средней энергии осциллятора появилось дополнительное слагаемое {\displaystyle h\nu /2}, так что при абсолютном нуле температуры энергия не обращалась в нуль, а равнялась {\displaystyle h\nu /2}. Таким образом в физике возникло понятие «нулевой энергии». Концепция нулевой энергии, которая в последующие годы использовалась для объяснения ряда физико-химических явлений, в модифицированном виде сохранилась и в современной квантовой механике. Кроме того, вторая теория использовалась для объяснения свойств фотоэффекта без обращения к чересчур радикальной для того времени гипотезе световых квантов и оказала непосредственное влияние на работы Нильса Бора по атомным спектрам.
Применение квантовых концепций к спектральным закономерностям поставило перед второй теорией неразрешимые проблемы. После опытов Франка — Герца она была отвергнута автором. В 1914 году он предложил «третью теорию», согласно которой как испускание, так и поглощение трактуются как непрерывные процессы, а квантовые эффекты возникают лишь в результате столкновений материальных частиц. Несостоятельность этой новой теории была показана в том же году Адрианом Фоккером. Попытки Планка согласовать свои теоретические представления с новыми данными продолжались и в следующие годы, пока в начале 1920-х годов он не был вынужден окончательно признать существование дискретных уровней энергии, требуемых теорией Бора.

### Прочие работы по квантовой теории
После 1910 года, по мере осознания учёными значимости идеи квантовой прерывности, участились попытки применения квантовых концепций к новым физическим проблемам — таким, как вычисление удельных теплоёмкостей веществ или определение структуры атома. Значение теории излучения чёрного тела для дальнейшего развития квантовой физики стало неуклонно снижаться. Эта тенденция нашла отражение и в творчестве Планка, который стал обращаться к решению других задач в рамках так называемой «старой квантовой теории», предшествовавшей появлению современной квантовой механики. В 1911 году на Сольвеевском конгрессе Анри Пуанкаре сформулировал проблему разделения фазового пространства на элементарные ячейки с объёмом, определяемым квантом действия {\displaystyle h}. Для системы с одной степенью свободы это сделать легко, тогда как обобщение на системы со многими степенями свободы оказалось затруднительным. Планк нашёл решение этой проблемы в статье «Физическая структура фазового пространства» (Die physikalische Struktur des Phasenraumes, 1916), которая сыграла значительную роль в обобщении квантовой теории на сложные системы. Он показал, что в случае системы с {\displaystyle f} степенями свободы можно разбить фазовое пространство на элементарные области объёмом {\displaystyle h^{f}} и сопоставить стационарные состояния {\displaystyle f}-мерным пересечениям поверхностей, задаваемых интегралами движения.
Подход Планка к анализу систем с несколькими степенями свободы математически эквивалентен известному методу, разработанному примерно в то же время Арнольдом Зоммерфельдом и основанному на так называемых квантовых условиях Бора — Зоммерфельда. В качестве примера использования своей теории Планк рассмотрел задачу о вращающемся диполе (ротаторе), важную для вычисления удельной теплоёмкости двухатомных газов (в частности, молекулярного водорода). Он показал, что в отличие от случая одной степени свободы ячейки фазового пространства имеют разный размер в различных состояниях и, следовательно, при вычислении статистической суммы её члены необходимо умножать на соответствующие «веса». Этот вывод свидетельствовал о важности проведённого обобщения теории на несколько степеней свободы, хотя окончательно решить проблему удельной теплоёмкости не удалось. Интерес к этой проблеме привёл Планка к модификации разработанного в 1914 году Адрианом Фоккером подхода, который описывает флуктуации ротатора, находящегося в равновесии с полем излучения. В 1917 году Планк дал обоснование выражения, получившего в статистической механике известность под названием уравнения Фоккера — Планка. Другой вопрос, к которому Планк применил свой анализ структуры фазового пространства, касался построения правильного выражения для энтропии квантового идеального газа, в частности попытки объяснения дополнительного члена {\displaystyle N\ln N}, связанного с размером системы (иногда эту проблему называют парадоксом Гиббса).
Планк с надеждой встретил появление в 1925 году матричной механики, а в следующем году с воодушевлением воспринял создание Эрвином Шрёдингером волновой механики, которая, казалось, вернула элемент непрерывности в квантовую теорию. И хотя многое в трактовке волн материи оставалось неясным, Планк считал безусловным шагом вперёд возвращение к описанию явлений посредством дифференциальных уравнений. Кроме того, волновая механика была более явно связана с классической, чем предыдущие квантовые построения; эта связь особенно интересовала учёного, и он не раз обращался к данной теме. Так, в 1940 году в нескольких работах под общим названием «Попытка синтеза волновой и корпускулярной механики» (Versuch einer Synthese zwischen Wellenmechanik und Korpuskularmechanik) Планк представил переход от волновой к корпускулярной механике как процесс, происходящий в пределе {\displaystyle h\rightarrow 0}. Учёный нашёл условие, при котором осуществляется этот переход, и выразил надежду, что полученные результаты могут помочь устранить разрыв между классической и квантовой физикой. Планк с философских позиций критиковал вероятностную интерпретацию квантовой механики, считая её противоречащей идее строгой причинности (в смысле классического детерминизма), а значит и идеалу физического познания. Его позиция была тесно связана с негативным отношением к позитивизму, хотя перед лицом безусловных достижений квантовой механики учёный был вынужден значительно смягчить свою критику.

### Труды по теории относительности и оптике
Планк одним из первых осознал значение работы Альберта Эйнштейна «К электродинамике движущихся тел» (1905), содержащей формулировку специальной теории относительности. Хотя опыты Вальтера Кауфмана в то время не подтверждали выводы теории относительности, Планк посчитал, что значительное упрощение всей дисциплины, которое было достигнуто Эйнштейном, вполне оправдывает дальнейшее использование и развитие новой теории. 23 марта 1906 года Планк выступил на заседании Немецкого физического общества с докладом «Принцип относительности и основные уравнения механики» (Das Prinzip der Relativität und die Grundgleichungen der Mechanik), в котором впервые сформулировал основные уравнения релятивистской динамики и нашёл функцию Лагранжа релятивистской материальной точки. В 1907 году в работе «К динамике движущихся систем» (Zur Dynamik bewegter Systeme) Планк впервые рассмотрел проблему излучения движущегося абсолютно чёрного тела, став, таким образом, одним из основоположников релятивистской термодинамики. Он вывел преобразование ряда термодинамических величин при переходе из покоящейся в движущуюся со скоростью {\displaystyle v} систему отсчёта, в частности для температуры было получено выражение вида {\displaystyle T=T_{0}{\sqrt {1-v^{2}/c^{2}}}}, где {\displaystyle c} — скорость света. Это соотношение многие годы считалось правильным, пока в 1962 году Генрих Отт (англ. Heinrich Ott) не поставил его под сомнение, получив формулу {\displaystyle T=T_{0}/{\sqrt {1-v^{2}/c^{2}}}}. Работа Отта породила бурную дискуссию об основах релятивистской термодинамики. Эти несоответствия, видимо, связаны с различием в определении понятия количества теплоты и, таким образом, не приводят ни к каким принципиальным противоречиям.
Ряд работ Планка, опубликованных в первые годы XX века, посвящён проблемам оптики. Так, в 1902 году он пришёл к теории «естественного», или «белого», света, основанной на применении статистических закономерностей к электромагнитному излучению. В 1902—1905 годах учёный занимался теорией дисперсии света, в частности рассчитал затухание света в однородной среде с нормальной дисперсией. В 1905 году он написал работу, посвящённую оптическим свойствам металлов.

## Планк как педагог и автор учебников
Планк не создал в Берлине научную школу как таковую; у него не было такого количества учеников, как у Арнольда Зоммерфельда в Мюнхене или Макса Борна в Гёттингене. Это было связано отчасти с высокими требованиями Планка к самостоятельности молодых учёных, отчасти с его занятостью; фактически он не контролировал работу своих учеников. Тем не менее, ряд известных физиков начинал свою научную деятельность под руководством Планка, в частности около двадцати человек защитили докторские диссертации. Среди последних Макс Абрагам (1897), Макс фон Лауэ (1903), Мориц Шлик (1904), Вальтер Мейснер (1906), Фриц Райхе (нем. Fritz Reiche; 1907), Эрнст Ламла (нем. Ernst Lamla; 1912), Вальтер Шоттки (1912), Вальтер Боте (1914). Касаясь теоретических проблем педагогики, Планк подчёркивал необходимость для развития науки основательного школьного образования, указывал, что «важно заботиться не столько об изучении большого числа фактов, сколько о правильной их трактовке». Это позволит избежать некритического, поверхностного восприятия научных результатов, развить добросовестность и научную самостоятельность. Немецкий учёный также сформулировал два правила, важных для получения новых результатов: в науке «только смелые побеждают» и «для достижения успеха надо ставить цели несколько выше, чем те, которые сейчас могут быть достигнуты».
Что касается Планка-лектора, то ещё его коллеги по Кильскому университету отмечали ясность, естественность и эмоциональность его манеры читать лекции, его способность увлечь слушателей предметом. Один из берлинских студентов Планка впоследствии вспоминал: «Во время лекции он не пользовался конспектом. Он никогда не допускал ошибок и не запинался. Очень редко доставал он заметки, бросив взгляд на доску, говорил „да“ и снова прятал их. Он был лучшим докладчиком, какого я когда-либо слышал». Лиза Мейтнер, которая в 1907 году познакомилась с Планком и скоро стала близким другом его семьи, отмечала, что на фоне Больцмана, у которого она училась в Вене, «лекции Планка, при всей их чрезвычайной ясности, казались несколько безликими и рассудочными». Однако, по её словам, первые впечатления о личности берлинского профессора, его сдержанности и суховатости исчезали при ближайшем с ним знакомстве. На основе своих лекций Планк составил пятитомный курс «Введение в теоретическую физику» (1916—1930); к другим его учебникам относятся «Лекции по термодинамике» (1897), «Лекции по теории теплового излучения» (1906), «Восемь лекций по теоретической физике» (1910). Все эти работы неоднократно переиздавались и были переведены на различные языки мира. Говоря о книгах Планка по термодинамике и тепловому излучению, Эйнштейн отмечал:

То удовольствие, которое испытываешь, когда берёшь в руки эти книги, в немалой мере обусловлено простым, поистине художественным стилем, присущим всем работам Планка. При изучении его трудов вообще создаётся впечатление, что требование художественности является одной из главных пружин его творчества. Ведь недаром рассказывают, что Планк после окончания гимназии сомневался, посвятить ли себя изучению математики и физики или же музыке.
— Эйнштейн А. Макс Планк как исследователь // Эйнштейн А. Собрание научных трудов. — М.: Наука, 1967. — Т. 4. — С. 13.

## Философские и религиозные взгляды

### Труды по истории и философии науки
К вопросам истории и философии науки Планк обращался неоднократно в течение всей своей жизни. Его биографы Е. М. Кляус и У. И. Франкфурт выделили несколько групп, к которым можно отнести труды Планка в этой области:
- работы общего характера: книга «Принцип сохранения энергии» (1887), статьи «Единство физической картины мира»(1909), «Принцип наименьшего действия» (1914), «О новой физике» (1929), «Теоретическая физика» (1930), «Происхождение и влияние научных идей» (1933) и многие другие;
- работы, посвящённые творчеству учёных — как предшественников (Гельмгольц, Максвелл, Лейбниц), так и современников Планка (Генрих Герц, Друде, Рубенс, Лоренц, Зоммерфельд, Лауэ);
- работы, посвящённые деятельности самого Планка: «Возникновение и постепенное развитие теории квант» (нобелевский доклад, 1920), «К истории открытия кванта действия» (1943), «Научная автобиография» (1946), «Воспоминания» (1947).

Изучение истории науки, согласно Планку, помогает выявлять закономерности в развитии науки, а, значит, и предсказывать направление её дальнейшего развития; это важный вспомогательный инструмент, позволяющий расширить кругозор учёного и избежать повторения ошибок и заблуждений предшественников. При этом исследование эволюции науки неразрывно связано с изучением личности выдающихся учёных. С историко-научными интересами Планка были тесно связаны его взгляды по поводу таких философских проблем науки, как смысл закона сохранения энергии, принципов причинности и наименьшего действия, методология науки, отношение к свободе воли, связь науки с философией и религией и так далее. Признавая важность мировоззрения в деятельности учёного, Планк в целом придерживался материалистических взглядов: объявлял основной целью науки познание реально существующего внешнего мира, указывал на связь естествознания с практическими задачами, стоящими перед человеческим обществом, придавал эксперименту первостепенное значение в продвижении науки. Принципиальную роль он отводил созданию единой физической картины мира, как отражения в сознании явлений и взаимосвязей окружающего мира, и отмечал: «… работа исследователя состоит в том, чтобы всё больше приближать его картину мира к реальному миру».

### Критика взглядов Маха и энергетической школы
Философские взгляды Планка нашли отражение в его дискуссии с Эрнстом Махом и Вильгельмом Оствальдом, воззрения которых были довольно популярны в конце XIX — начале XX века. По признанию Планка, в молодости он сам являлся сторонником философии Маха, согласно которой единственной реальностью являются наши собственные ощущения, а наука лишь экономично приспосабливает наши мысли к этим ощущениям. Возникновение маховского позитивизма, согласно Планку, обусловлено разочарованием от несбывшихся надежд, связывавшихся с чисто механистическим мировоззрением. Он писал, что Маху «принадлежит в полной мере та заслуга, что он перед лицом угрожающего скептицизма нашёл в ощущениях органов чувств единственный правильный исходный пункт всякого исследования природы. Но он пошёл дальше своей цели, ниспровергая вместе с механистическим мировоззрением всякое физическое миросозерцание». В частности, Мах, несмотря на многочисленные свидетельства науки начала XX века, по-прежнему отвергал существование атомов, которые Планк считал не менее реальными, чем планеты.
Первые расхождения Планка с махизмом обнаружились уже в его книге «Принцип сохранения энергии» (1887). Открытое выступление против Маха состоялось в декабре 1908 года в докладе «Единство физической картины мира» (Die Einhalt des physikalischen Weltbildes), прочитанном в Лейденском университете. Планк выступил в защиту атомистики, отвергавшейся Махом, высказал убеждённость в объективном существовании окружающего мира (а не только ощущений) и подверг критике «принцип экономии мышления», играющий основополагающую роль в философии Маха. Говоря о великих учёных прошлого, Планк указывал, что «опорой всей их деятельности была незыблемая уверенность в реальности их картины мира. Ввиду такого несомненного факта трудно отделаться от опасения, что ход мыслей передовых умов был бы нарушен, полёт их фантазии ослаблен, а развитие науки было бы роковым образом задержано, если бы принцип экономии Маха действительно сделался центральным пунктом теории познания». Мах выступил с ответом (1910), в котором в резких выражениях критиковал взгляды Планка. Среди прочего австрийский философ объявил атомизм формой религии, основанной, как и все религии, на предрассудках и невежестве. Планк продолжил дискуссию в очередной статье, где отмечал, что «столь формальная теория, как теория Маха, вообще не может дать никакого определённого физического результата — ни правильного, ни неправильного…» Подвергнув анализу конкретные выводы Маха, касающиеся физических явлений, Планк показал неадекватность представлений оппонента о законах термодинамики и выявил другие ошибки, возникающие вследствие опоры на принцип экономии мышления.
В последующие годы Планк неоднократно высказывался против позитивизма, который считал большой опасностью для науки; он вновь и вновь подчёркивал важность единства научных представлений, не зависящих от места, времени, культурных влияний и прочих субъективных факторов. Взгляды берлинского профессора критиковали не только «старые» махисты Вильгельм Оствальд и Йозеф Петцольд (нем. Joseph Petzold), но и молодой Эйнштейн, находившийся под большим влиянием позитивизма; критики отмечали, что между Махом и Планком гораздо больше общего, чем может показаться. Планка обвиняли в чрезмерной резкости его выпадов, выходящей за пределы философской дискуссии. Однако со временем такие ведущие немецкие физики, как Зоммерфельд, Эйнштейн и Лауэ, поддержали Планка, отметив бесплодность философской системы Маха. Участие в споре с Махом принесло Планку славу философа и фактически открыло для него новую сферу деятельности. В этой связи теолог и историк Адольф фон Гарнак писал (1911):

Многие жалуются, что у нашего поколения нет философа. Это несправедливо: философы теперь принадлежат другим профессиям. Их зовут Макс Планк и Альберт Эйнштейн.
Оригинальный текст (англ.)People complain that our generation has no philosopher. Unjustly: they now belong to other faculties. Their names are Max Planck and Albert Einstein.
— Цит. по Heilbron J. L. The Dilemmas of an Upright Man: Max Planck as Spokesman for German Science. — Berkeley: University of California Press, 1986. — P. 59—60.
В начале 1890-х годов под влиянием идей Маха Оствальд основал в Лейпциге так называемую энергетическую школу. «Энергетики» отрицали существование атомов и провозгласили единственной реальностью энергию. В 1891 году Планк, считавший недостаточным одного принципа сохранения энергии для построения всей механики, вступил с Оствальдом в переписку по поводу его книги «Учение об энергетике». Вскоре завязалась острая публичная дискуссия, в которой главным оппонентом новой школы стал Людвиг Больцман, критиковавший энергетику с точки зрения атомистики. Планк, выступивший на стороне Больцмана, придерживался несколько других позиций и указывал на неверную интерпретацию Оствальдом и его единомышленниками некоторых термодинамических понятий и на непонимание ими смысла второго начала термодинамики. Касаясь значения статьи Планка «Против новой энергетики» (Gegen die neuere Energetik, 1896), Эйнштейн писал:

Она [статья] представляет собой мастерски написанную краткую заметку, в которой показано, что энергетика, как эвристический метод, ничего не стоит и даже что она оперирует несостоятельными понятиями. Для каждого сторонника подлинно научного мышления чтение этой свежо написанной заметки является вознаграждением за ту досаду, которую он испытывал, читая те работы, против которых в ней ведётся борьба.
— Эйнштейн А. Макс Планк как исследователь // Эйнштейн А. Собрание научных трудов. — М.: Наука, 1967. — Т. 4. — С. 10.

### Отношение к религии
Интерес Планка к религии во многом был обусловлен его происхождением: ряд его родственников занимался теологией, сам он был воспитан в лютеранском духе и никогда не сомневался в ценности организованной религии. Известно, что за обеденным столом он произносил молитвы, а с 1920 года до конца жизни служил пресвитером (Kirchenältester) конгрегации в Груневальде. Планк неоднократно выступал против объединения науки с религией, понимаемой в смысле обобщённой этики. Он критиковал усилившиеся в 1920-е годы попытки исключить из науки причинность и взамен ввести «свободу воли», разоблачал спиритуализм, астрологию, теософию и другие направления, популярные после Первой мировой войны, предупреждал об опасности для науки взглядов таких авторов, как Освальд Шпенглер и Рудольф Штейнер. Вместе с тем Планк не противопоставлял науку и религию, а считал их в равной степени необходимыми. Большую известность приобрела лекция «Религия и естествознание» (Religion und Wissenschaft), прочитанная Планком впервые в мае 1937 года и впоследствии неоднократно публиковавшаяся. Это выступление было во многом реакцией на события в его стране, на действия фашистского режима; оно привлекало внимание своим оптимизмом, своеобразным синтезом разума и веры. В религии учёный видел основу нравственности и гуманизма:

Религия и естествознание не исключают друг друга, как кое-кто ныне думает или опасается, а дополняют и обуславливают друг друга… Ибо насколько знания и умения нельзя заменить мировоззренческими убеждениями, настолько же нельзя выработать правильное отношение к нравственным проблемам на основе чисто рационального познания. Однако оба эти пути не расходятся, а идут параллельно, встречаясь в бесконечности у одной и той же цели.
— Планк М. Религия и естествознание // Вопросы философии. — 1990. — № 8.
Планк в своих лекциях никогда не упоминал имени Христа и считал нужным опровергать слухи о своём обращении в христианскую веру того или иного конкретного направления (например, в католицизм); он подчёркивал, что, хотя с юности был «настроен религиозно», он не верил «в личностного бога, не говоря уже о христианском боге». В этом плане его вера была подобна религиозному чувству Эйнштейна. Об этом писала и Лиза Мейтнер: «Конечно, вера Планка не имела формы какой-либо специальной религии; но он был религиозен (в смысле Спинозы и Гёте) и всегда это подчёркивал»[прояснить].

## Награды и членства
- Медаль Гельмгольца (1914)
- Орден «За заслуги в науке и искусстве» (1915)[179]
- Нобелевская премия по физике (1918)
- Медаль Лоренца (1927)
- Медаль Франклина (1927)
- Орлиный щит Германского государства (1928)[180]
- Медаль Макса Планка (1929)
- Медаль Копли (1929)
- Медаль и премия Гутри (1932)
- Медаль Гарнака (1933)
- Премия Гёте (1945)[181]
- Почётный гражданин Киля (1947)[182]
- Член Прусской, Баварской, Гёттингенской, Дрезденской академий наук[183]
- Иностранный член Академии наук СССР (1926)[184], Лондонского королевского общества (1926)[185], Национальной академии наук США (1926)[186], Академии деи Линчеи, Австрийской, Датской, Ирландской, Финляндской, Греческой, Нидерландской, Венгерской, Шведской академий наук[183]
- Почётный доктор университетов Франкфурта, Ростока, Граца, Афин, Кембриджа, Лондона, Глазго, технических университетов Берлина и Мюнхена

## Память
- В 1948 году было учреждено Общество Макса Планка, пришедшее на смену Обществу кайзера Вильгельма и объединяющее ряд научно-исследовательских институтов по всей Германии.
- С 1929 года Немецкое физическое общество вручает медаль имени Макса Планка за достижения в теоретической физике. Первыми её лауреатами стали Альберт Эйнштейн и сам Планк. С 1990 года Общества Макса Планка и Александра фон Гумбольдта присуждают  премию Макса Планка для поощрения сотрудничества немецких учёных с зарубежными коллегами.
- Имя Планка присвоено астероиду (1069) Планкия[англ.], открытому Максом Вольфом в 1927 году, а также кратеру на Луне. В 2009 году был запущен космический телескоп «Планк», нацеленный на изучение микроволнового реликтового излучения и решение других научных задач.
- В 2013 году в честь Макса Планка был назван новый вид организмов Pristionchus maxplancki.
- Во дворе Берлинского университета установлен памятник Максу Планку, который был создан известным скульптором Бернхардом Хайлигером (нем. Bernhard Heiliger) ещё в 1949 году, однако до 2006 года находился в физическом институте в пригороде Берлина (причиной была модернистская стилистика, в которой была выполнена статуя)[187]. В 2010 году копия этого памятника была размещена на втором участке DESY в Цойтене[188]. В 1958 году, к столетнему юбилею учёного, на фасаде западного крыла главного университетского здания (улица Унтер-ден-Линден, 6), где располагался Институт теоретической физики, была установлена памятная доска[187]. В 1989 году мемориальная табличка была размещена на стене дома в берлинском районе Груневальд (улица Wangenheimstraße, 21), где в 1905—1944 годах жил Планк.
- Ряд учебных заведений в Германии носит имя Макса Планка (см. Max-Planck-Gymnasium[нем.]).
- Учёному посвящён ряд почтовых марок, выпущенных в разные годы в различных странах мира[189].
- В 1957—1971 годах в ФРГ выпускалась монета номиналом в две марки с портретом Планка. В 1983 году, к 125-летию учёного, в ГДР была выпущена памятная 5-марковая монета с его изображением. В 2008 году, к 150-летнему юбилею Планка, была выпущена памятная серебряная монета номиналом в 10 евро.

- Статуя Планка в Берлинском университете
- Бюст Планка в Магнусхаусе (Берлин)
- Мемориальная доска на стене университетского здания (Берлин)
- Мемориальная табличка в Груневальде

## Сочинения
- Planck M. Das Princip der Erhaltung der Energie. — Leipzig, 1887 (5 Aufl. — 1924). Русский перевод: Планк М. Принцип сохранения энергии. — М., Л.: ОНТИ, 1938. — 236 с.
- Planck M. Grundriß der allgemeinen Thermochemie. — Breslau, 1893.
- Planck M. Vorlesungen über Thermodynamik. — Leipzig, 1897 (4 Aufl. — 1922). Русский перевод: Планк М. Термодинамика. — М., Л.: Госиздат, 1925. — 310 с.
- Planck M. Vorlesungen über die Theorie der Wärmestrahlung. — Leipzig, 1906 (5 Aufl. — 1923). Русский перевод: Планк М. Теория теплового излучения. — М., Л.: ОНТИ, 1935. — 204 с.
- Planck M. Acht Vorlesungen über theoretische Physik, gehalten an der Columbia Univ. New York. — Leipzig, 1910. Русский перевод: Планк М. Теоретическая физика: Восемь лекций, читанных в Колумбийском университете Нью-Йорка весной 1909 года. — СПб., 1911. — 158 с.
- Einführung in die theoretische Physik («Введение в теоретическую физику»):
  - Planck M. Band I: Einführung in die allgemeine Mechanik. — Leipzig, 1916 (4 Aufl. — 1928). Русский перевод: Планк М. Общая механика. — М., Л.: Гостехиздат, 1932. — 200 с.
  - Planck M. Band II: Einführung in die Mechanik deformierbarer Körper. — Leipzig, 1919 (3 Aufl. — 1932). Русский перевод: Планк М. Механика деформируемых тел. — М., Л.: Гостехиздат, 1932. — 184 с.
  - Planck M. Band III: Einführung in die Theorie der Elektrizität und des Magnetismus. — Leipzig, 1922 (2 Aufl. — 1928). Русский перевод: Планк М. Теория электричества и магнетизма. — М., Л.: Гостехиздат, 1933. — 183 с.
  - Planck M. Band IV: Einführung in die theoretische Optik. — Leipzig, 1927 (2 Aufl. — 1931). Русский перевод: Планк М. Оптика. — М., Л.: Гостехиздат, 1934. — 164 с.
  - Planck M. Band V: Einführung in die Theorie der Wärme. — Leipzig, 1930. Русский перевод: Планк М. Теория теплоты. — М., Л.: ОНТИ, 1935. — 228 с.
- Planck M. Erinnerungen. — Berlin, 1948.
- Planck M. Physikalische Abhandlungen und Vorträge (Bd. 1—3). — Braunschweig, 1958.

- Planck M. Über den zweiten Hauptsatz der mechanischen Wärmetheorie (Dissertation). — München, 1879. — S. 1—61.
- Planck M. Über das Princip der Vermehrung der Entropie. Erste Abhandlung: Gesetze des Verlaufs von Reactionen, die nach constanten Gewichtsvorhältnissen vor sieh gehen // Annalen der Physik. — 1887. — Bd. 266 (30). — S. 562—582.
- Planck M. Über das Princip der Vermehrung der Entropie. Zweite Abhandlung: Gesetze der Dissociation gasförmiger Verbindungen // Annalen der Physik. — 1887. — Bd. 267 (31). — S. 189—203.
- Planck M. Über das Princip der Vermehrung der Entropie. Dritte Abhandlung: Gesetze des Eintritts beliesbiger thermodynamischer und chemischer Reactionen // Annalen der Physik. — 1887. — Bd. 268 (32). — S. 462—503.
- Planck M. Über das Princip der Vermehrung der Entropie. Vierte Abhandlung: Gesetze des electrochemischen Gleichgewichts // Annalen der Physik. — 1891. — Bd. 280 (44). — S. 385—428.
- Planck M. Gegen die neuere Energetik // Annalen der Physik. — 1896. — Bd. 293 (57). — S. 72—78.
- Planck M. Über irreversible Strahlungsvorgänge // Annalen der Physik. — 1900. — Bd. 306 (1). — S. 69—122.
- Planck M. Über eine Verbesserung der Wienschen Spektralgleichung // Verhandlungen der Deutschen physikalischen Gesellschaft. — 1900. — Bd. 2. — S. 202—204.
- Planck M. Zur des Gesetzes der Energieverteilung im Normalspektrum // Verhandlungen der Deutschen physikalischen Gesellschaft. — 1900. — Bd. 2. — S. 237—245.
- Planck M. Über das Gesetz der Energieverteilung im Normalspectrum // Annalen der Physik. — 1901. — Bd. 309 (4). — S. 553—563.
- Planck M. Das Prinzip der Relativität und die Grundgleichungen der Mechanik // Verhandlungen der Deutschen physikalischen Gesellschaft. — 1906. — Bd. 8. — S. 136—141.
- Planck M. Zur Dynamik bewegter Systeme // Annalen der Physik. — 1908. — Bd. 331 (26). — S. 1—34.
- Planck M. Die Einheit des physikalischen Weltbildes (Vortrag, gehalten im Jahre 1908 in Leiden) // Physikalische Zeitschrift. — 1909. — Bd. 10. — S. 62—75.
- Planck M. Über die Begründung des Gesetzes der schwarzen Strahlung // Annalen der Physik. — 1912. — Bd. 342 (37). — S. 642—656.
- Planck M. Über neuere thermodynamische Theorien (Nernstsches Wärmetheorem und Quantenhypothese) // Physikalische Zeitschrift. — 1912. — Bd. 13. — S. 165—175.
- Planck M. Die physikalische Struktur des Phasenraumes // Annalen der Physik. — 1916. — Bd. 355 (50). — S. 385—418.
- Planck M. Über einen Satz der statistischen Dynamik und seine Erweiterung in der Quantentheorie // Sitzungsber. Acad. Wiss. Berlin. — 1917. — S. 324—341.

- Планк М. Физические очерки: Сб. речей и статей. — М.: ГИЗ, 1925. — 136 с.
- Планк М. Картина мира современной физики // УФН. — 1929. — Т. 9. — С. 407—436.
- Планк М. Научная автобиография // УФН. — 1958. — Т. 64. — С. 625—637.
- Планк М. Единство физической картины мира. — М.: Наука, 1966. — 286 с.
- Планк М. Избранные труды. — М.: Наука, 1975. — 788 с.
- Планк М. Религия и естествознание // Вопросы философии. — 1990. — № 8.

## Комментарии
1. ↑  Согласно изданию «Spiegel Online», настоящее имя Планка было не Макс, а Маркс (нем. Marx) — это форма латинского имени Маркус. Это открытие сделал работавший в церковном архиве Киля журналист Карл Дамен. См.: Seidler C. Gestatten, Marx Planck (англ.). Spiegel Online (24 апреля 2008). Дата обращения: 17 августа 2012. Архивировано из оригинала 18 августа 2012 года.
2. ↑  Примером такого резонатора Планк считал вибратор Герца — систему, во многом идентичную колеблющемуся иону. См. Mehra J. Max Planck and the Law of Blackbody Radiation // J. Mehra. The Golden Age of Theoretical Physics. — World Scientific, 2001. — P. 28.
3. ↑  Говоря техническим языком, в центре внимания Планка было выражение для второй производной энтропии осциллятора по его энергии: в коротковолновой области, где справедлив закон Вина, это выражение имеет вид {\displaystyle d^{2}S/dU^{2}\sim -1/U}, тогда как в длинноволновой области — {\displaystyle d^{2}S/dU^{2}\sim -1/U^{2}}. Для нахождения нового закона излучения учёный сконструировал величину {\displaystyle d^{2}S/dU^{2}=-a/U(U+b)}, дающую простейшее обобщение двух предыдущих. Проведя интегрирование этого выражения с учётом определения температуры {\displaystyle dS/dU=1/T} и закона смещения Вина, можно прийти к спектральной формуле Планка. См., например, Полак Л. С. М. Планк и возникновение квантовой физики // Планк М. Избранные труды. — М.: Наука, 1975. — С. 693—694.
4. ↑  «Планк, который, должно быть, открыл комбинаторное определение [энтропии] в разделах 6 и 8 больцмановской „Теории газов“, был, по-видимому, первым человеком помимо автора, кто признал само существование этого определения». См.: Kuhn T. S. Black-Body Theory and the Quantum Discontinuity, 1894–1912. — 2nd ed. — Chicago: University of Chicago Press, 1987. — P. 98.
5. ↑  Сам Больцман никогда не вводил эту величину, а пользовался соотношением {\displaystyle R/N_{A}} ({\displaystyle R} — газовая постоянная, {\displaystyle N_{A}} — число Авогадро). Мейснер предложил назвать константу {\displaystyle k} постоянной Больцмана — Планка, а Лоренц часто называл её просто постоянной Планка. См.: Тер-Хаар Д. К истории статистики фотонов // УФН. — 1969. — Т. 99. — С. 133. Архивировано 13 сентября 2013 года.
6. ↑  Это соответствие, в противоположность часто встречающимся утверждениям, не сводится к простому равенству. Причина состоит в различии распределений Вина или Планка, из которых определяются константы. См.: Томилин К. А. Фундаментальные физические постоянные в историческом и методологическом аспектах. — М.: Физматлит, 2006. — С. 88—90.
7. ↑  При этом Лоренц отметил, что «согласно теории Планка резонаторы получают и отдают энергию эфиру полностью непрерывным образом (без какого-либо упоминания о конечном кванте энергии)». См.: Kuhn T. S. Black-Body Theory and the Quantum Discontinuity, 1894–1912. — 2nd ed. — Chicago: University of Chicago Press, 1987. — P. 194.
8. ↑  Планку часто приписывают введение самого термина «статистическая сумма» (Zustandssumme) и ныне стандартного обозначения этой величины ({\displaystyle Z}); они использовались учёным примерно с начала 1920-х годов. См.: Gearhart C. A. “Astonishing Successes” and “Bitter Disappointment”: The Specific Heat of Hydrogen in Quantum Theory // Archive for History of Exact Sciences. — 2010. — Vol. 64. — P. 136.
9. ↑  В этой связи Планк вспоминал: «…я сам мог играть лишь роль секунданта Больцмана, причём мои услуги он, конечно, совершенно не ценил и даже не считал желательными, так как Больцман очень хорошо знал, что моя точка зрения существенно отличалась от его точки зрения. Особенно неприятно ему было то, что к атомистической теории, которая составляла основу всей его исследовательской работы, я относился не только равнодушно, но даже несколько отрицательно». См.: Планк М. Научная автобиография // УФН. — 1958. — Т. 64. — С. 631.